# ロケット・サイエンティスツ
ロケット・サイエンティスツ（Rocket Scientists）は、1980年代後半にキーボード奏者のエリク・ノーランダーとボーカリスト兼ギタリストのマーク・マックライトによって結成されたプログレッシブ・ロック・バンドである。バンドは1993年にセッション・ベーシストのドン・シフが参加した最初のCD『アースバウンド』をリリースした。シフは1995年、2枚目のリリースである『ブルータル・アーキテクチャー』ですぐにバンドの一員となり、3人で1997年にヨーロッパとアメリカをドラマーのトミー・アマトとともにツアーして回り、ライブCD『アース・ビロウ・アンド・スカイ・アバヴ』で最高潮に達した。1999年、ロケット・サイエンティスツは『オブリヴィオン・デイズ』を発表している。

## メンバー
- マーク・マックライト (Mark McCrite) - ボーカル、ギター
- エリク・ノーランダー (Erik Norlander) - キーボード
- ドン・シフ (Don Schiff) - ベース、スティック

## ディスコグラフィ

### スタジオ・アルバム
- 『アースバウンド』 - Earthbound (1993年)
- 『ブルータル・アーキテクチャー』 - Brutal Architecture (1995年)
- 『オブリヴィオン・デイズ』 - Oblivion Days (1999年) ※元ヴェンジェンスのアルイエン・ルカッセン、ラナ・レーンが参加[1]
- 『レヴォリューション・ロード』 - Revolution Road (2006年)
- Supernatural Highways (2014年) ※インストゥルメンタルEP
- Refuel (2014年)

### ライブ・アルバム
- 『アース・ビロウ・アンド・スカイ・アバヴ』 - Earth Below and Sky Above: Live in Europe and America (1998年)

### コンピレーション・アルバム
- 『ルッキング・バックワード』 - Looking Backward (2007年) ※1st-3rdアルバム、未発表スタジオ・セッション音源のCD4枚+インタビュー映像等収録のDVD1枚の5枚組ボックス[2]